# Chungseon
Chungseon (né le 20 octobre 1275 et mort le 23 juin 1325 à Cambaluc) est le vingt-sixième roi de la Corée de la dynastie Goryeo. Il a régné en 1298 puis du 30 juillet 1308 à 1313.

## Biographie
Adepte de la calligraphie et de la peinture plutôt que de la politique, il préférait généralement la vie à Dadu (la capitale de la dynastie Yuan, l'actuelle Pékin) à celle de Gaegyeong (la capitale de Goryeo, l'actuelle Kaesong). Il était le fils aîné du roi Chungnyeol et de la reine Jangmok ; puisque Wonjong de Goryeo a demandé à marier son fils à une fille du Khan en 1269, ce que Kubilai a obligé avec la plus jeune de ses filles. Cela a fait du roi Chungseon le premier monarque Goryeo d'ascendance mongole.

## Famille

### Épouses et descendance
On lui connait huit épouses et quatre enfants :
- Princesse Gyeguk, (v.1285 - 15/1/1316), fille de Gammala et de Buyan Kelmish Khatun;
- Princesse Yasokjin, (? - 1316);
  - Prince Gwangneung, (? - 5/1310);
  - Chungsuk, (30/7/1294 - 3/5/1339), roi de Goryeo en 1313;
- Princesse Jeongbi Wang, (v.1285 - 1345), fille de Wang Yeong, Marquis de Seowon, et de la princesse Sunan;
- Princesse Jo, (? - ?), fille de Jo In-gyu;
- Princesse Wonbi Hong, (? - 21/9/1306), fille de Hong Gyu et de Gim;
- Princesse Sunbi Heo, (1271 - 1335), fille de Heo Gong, Duc de Mungyeong, et de Choi;
- Princesse Wondi Kim, (? - ?), fille de Kim Yang-gam;
- Une épouse au nom inconnu;
  - Prince Deokheung, (? - ap.1364);
  - Princesse Suchun, (? - 1345), épouse de Heo Jong;